# Шепли, Харлоу
Харлоу Ше́пли (англ. Harlow Shapley; 1885—1972) — американский астроном. Член Национальной академии наук США (1924), член-корреспондент Парижской академии наук (1946).

## Биография
Родился в Нашвилле, штат Миссури, в 1911 окончил Миссурийский университет, специализируясь на журналистике, затем продолжал образование в Принстонском университете, где изучал астрономию под руководством Г. Н. Рассела. В 1914—1921 работал в обсерватории Маунт-Вилсон, в 1921—1952 — директор Гарвардской обсерватории, в 1921—1956 — профессор астрономии Гарвардского университета.
Основные работы Шепли посвящены исследованиям переменных звёзд в нашей и других галактиках, а также строению нашей Галактики. Открыл и изучил большое число переменных звёзд в шаровых звёздных скоплениях. Первым широко применил метод определения расстояний по цефеидам, основанный на открытой в 1908 Г. С. Ливитт зависимости период-светимость для этих звёзд. Нашёл статистическим путём нуль-пункт этой зависимости и с её помощью оценил расстояния до ближайших шаровых скоплений; затем, последовательно используя другие критерии, определил расстояния (порядка сотен тысяч световых лет) до более далёких скоплений.
Предложил модель нашей Галактики, согласно которой звёзды и туманности образуют плоскую линзообразную систему диаметром 300 000 световых лет и толщиной 30 000 световых лет с центром, расположенным в направлении созвездия Стрельца, а шаровые скопления образуют почти сферическую концентричную с ней систему такой же протяжённости в плоскости Млечного Пути. Солнце, согласно модели Шепли, находится на расстоянии 50 000 световых лет от центра Галактики. В дальнейшем шкала галактических расстояний была пересмотрена, но общая схема строения Галактики подтверждена.
В «Большой дискуссии» о природе спиральных туманностей, проходившей в начале 1920-х годов, стоял на ошибочной точке зрения, отстаивая их принадлежность к нашей Галактике. Впоследствии стал одним из активных исследователей галактик. Детально изучал переменные звёзды в Магеллановых Облаках на основе снимков, полученных в Арекипской обсерватории. Составил совместно с А. Эймз каталог ярких галактик, открыл две первые карликовые галактики (в созвездиях Скульптора и Печи).
В 1945 году Шепли возглавлял делегацию ученых из США на праздновании 220-летия Академии наук СССР и так описал свои впечатления:

Мы были прямо ошеломлены успехами науки, которая здесь, в Советской республике, является делом не только государственной, но и международной важности
14 ноября 1946 года Шепли был вызван в Комиссию по расследованию антиамериканской деятельности в связи с его участием в «Независимом гражданском комитете по искусствам, наукам и профессиям».
В 1953 году предложил теорию «пояса жидкой воды», ставшую предшественницей концепции зоны обитаемости.
Был президентом Американской академии искусств и наук (1939—1944), президентом Американской ассоциации содействия развитию науки (1947). Наряду с астрономией, Шепли всю жизнь интересовался мирмекологией — наукой о муравьях.

## Семья
В 1914 году женился на Марте Бец, которая помогала ему в исследованиях в обсерватории Маунт-Вилсон и Гарвардской обсерватории и опубликовала ряд научных статей. В браке у них было четыре сына и дочь. Их сын Ллойд стал лауреатом Нобелевской премии по экономике.

## Награды
- Медаль Генри Дрейпера (1926)
- Премия Жюля Жансена (1933)
- Премия Румфорда (1933) — за исследования светимости звёзд и галактик.
- Золотая медаль Королевского астрономического общества (1934)
- Медаль Кэтрин Брюс (1939)
- Золотая медаль Пия XI (1942)
- Медаль Франклина (1945)
- Премия Генри Норриса Рассела (1950)

## Память
В честь Шепли названы:
- Кратер на Луне
- астероид (1123) Шеплия, открытый в 1928 году.
- сверхскопление галактик в созвездии Центавра (en:Shapley Supercluster).
- астероид (756) Лиллиана, открытый в 1908 году, назван в честь сестры астронома.
- астероид (878) Милдред, открытый в 1917 году, назван в честь дочери астронома.

## Публикации на русском языке
- Шепли Х., «От атомов до Млечных путей», Москва: «Издательство иностранной литературы», 1934
- Шепли Х., «Галактика», Москва-Ленинград: «Гостехиздат», 1947
- Шепли Х., «Звёзды и люди», Москва: «Издательство иностранной литературы», 1962